# Borna vírus
A Borna-betegség vagy fertőző agy- és gerincvelő-gyulladás lófélék egy vírusos fertőző betegsége, ami elsősorban lovakat és juhokat támadja és a Borna vírus okozza (BoDV). A vírus a láz, a veszettség és a kanyaró kórokozóival függ össze. Eddig ritka esetekben a vírus emberre is átterjedhet, és súlyos agyhártyagyulladást (enkefalititokat) okoz, amelyek általában halálos kimenetelűek. 
A bejelentendő állatbetegségek közül a Borna-kór jelentési kötelezettségét Németországban 2011. február 26-i hatállyal eltörölték. 2020 márciusa óta ismét jelentési kötelezettség áll fenn Németországban.

## Története
Először Szászország Borna járásában írták le 1885-ben. Innen kapta nevét.  1909-ben Ernst Joest és Kurt Degen a Borna-vírusban elhunyt lovak idegein elváltozásokat találtak, ezek a Joest–Degen-testek.
Járványok alakjában lép fel. Igen súlyos járvány volt az 1896. évi. Más országokban eddig nem észlelték. Streptococcus-faj okozza, de egyik állatról a másikra természetes úton nem vihető át. Az átoltás csak akkor sikerül, ha a streptococcusokat az agyhártyára fecskendezik. A betegség 70-80%-ban halálos. A gyógyulás igen gyakran tökéletlen, amennyiben vakság, vagy egyes izomcsoportok bénulása marad vissza.